# 日本自動車部品工業会

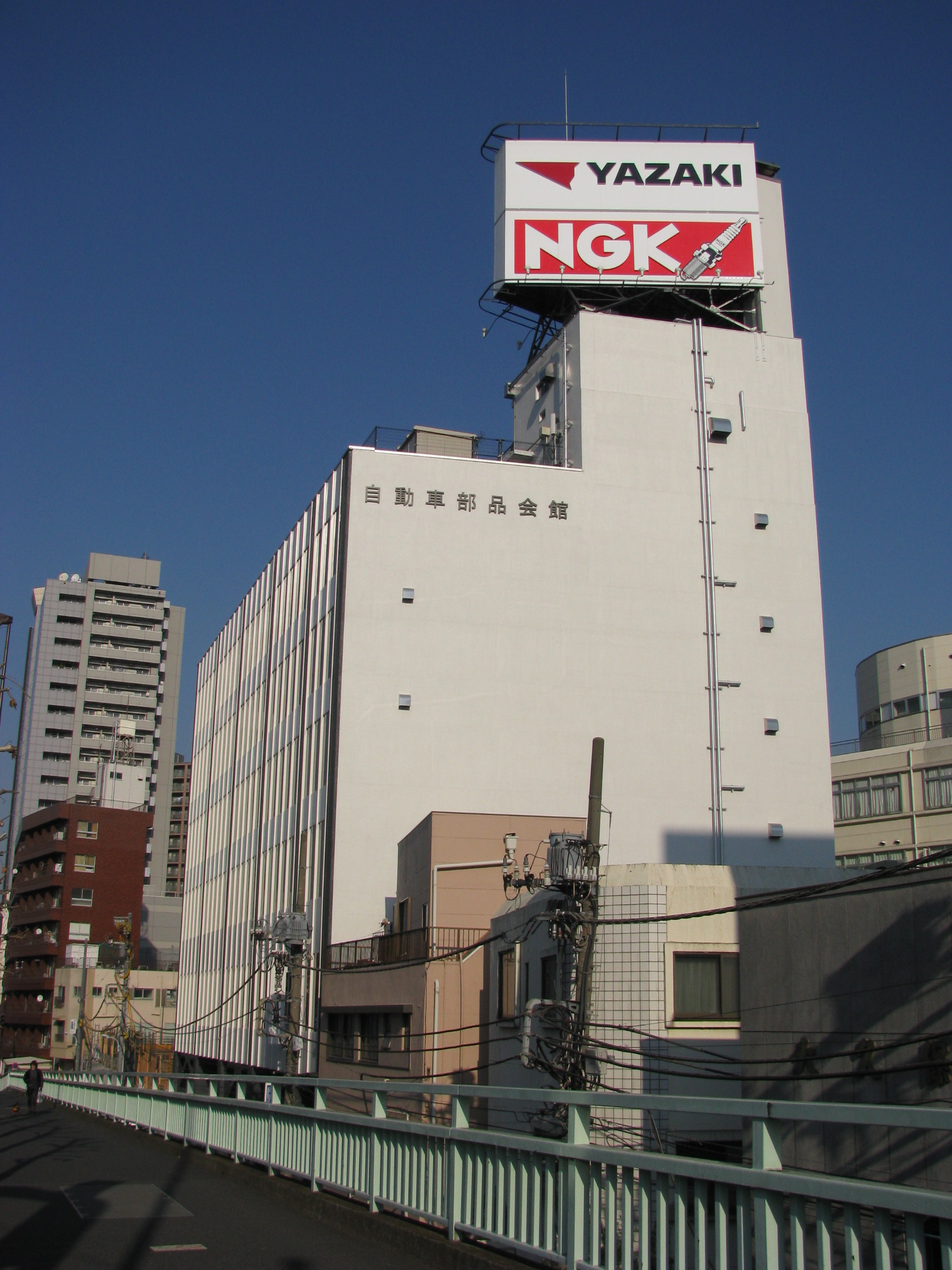
日本自動車部品工業会が入居する
自動車部品会館（2011年12月29日）

一般社団法人日本自動車部品工業会（にほんじどうしゃぶひんこうぎょうかい、英語表記：Japan Auto Parts Industries Association、略称：JAPIA）は日本において自動車の部品やその材料などを生産・販売する企業を会員とする業界団体である。略称：部工会（ぶこうかい）。事務局は東京にある。2023年7月現在の会長は、株式会社デンソー代表取締役会長有馬浩二。
所在地：〒108-0074　東京都港区高輪1-16-15 自動車部品会館5階

## 沿革
- 1938年7月1日　全国自動車部分品工業組合連合会を任意団体として結成。
- 1948年5月1日　任意団体のまま自動車部品工業会と改名
- 1969年8月23日　社団法人日本自動車部品工業会を設立
- 2011年12月1日　一般社団法人日本自動車部品工業会に移行

## 活動内容
自動車部品の規格管理や改善、安全性の調査研究、情報提供、国際協調や企業同士の交流などである。
日本自動車工業会とともに、JNXを運用している。 